# Тањир врућих чварака
„Тањир врућих чварака” је југословенски ТВ филм из 1975. године. Режирао га је Миленко Маричић а сценарио је написао Радомир Суботић.

## Улоге
| Глумац           | Улога |
| ---------------- | ----- |
| Младен Барбарић  |       |
| Иван Хајтл       |       |
| Милица Радаковић |       |